# Märkische Höhe
Märkische Höhe – miejscowość i gmina w Niemczech, w kraju związkowym Brandenburgia, w powiecie Märkisch-Oderland, wchodzi w skład związku gmin Amt Märkische Schweiz. Do 31 grudnia 2021 wchodziła w skład związku gmin Neuhardenberg.